# Giuseppe Conte
Giuseppe Conte (Volturara Appula, 8 de agosto de 1964) é um jurista, professor universitário e político italiano. Serviu como primeiro-ministro da Itália de junho de 2018 até sua renúncia em fevereiro de 2021. Conseguiu chegar ao cargo após uma coligação entre o Movimento 5 Estrelas e a Liga, depois das eleições legislativas italianas de 2018. Em 20 de agosto de 2019, após uma proposta de voto de não confiança feita por Matteo Salvini (seu próprio vice primeiro-ministro), sua coalizão de governo ruiu e ele anunciou que apresentaria sua renúncia ao cargo de primeiro-ministro, embora permanecesse no cargo até que um novo gabinete fosse apontado ou votado. No entanto, em 28 de agosto do mesmo ano, o presidente Sergio Mattarella deu-lhe a tarefa de formar um novo gabinete entre o Movimento 5 Estrelas e o Partido Democrático, de centro-esquerda, logo, Conte permaneceu no cargo de primeiro-ministro. Em 26 de janeiro de 2021, anunciou formalmente sua renúncia após perder o apoio da maioria no parlamento.
O primeiro gabinete de Conte, que incluía o líder de cinco estrelas, Luigi Di Maio, e o líder da Liga, Matteo Salvini, foi considerado por parte da mídia estrangeira, entre eles pelo jornal The New York Times, como o primeiro governo populista da Europa Ocidental moderna. Além disso, Conte foi a primeira pessoa a assumir o cargo de primeiro-ministro sem serviço governamental ou administrativo prévio desde Silvio Berlusconi em 1994 e o primeiro primeiro-ministro nascido no sul da Itália desde o democrata-cristão Ciriaco De Mita em 1989. Ele é frequentemente apelidado pela mídia e pelo próprio povo italiano de "advogado do povo" ( l'avvocato del popolo, em tradução literal), como se definiu durante seu primeiro discurso como primeiro-ministro do país.

## Início da vida e formação
Conte nasceu em 8 de agosto de 1964 em uma família de classe média na comuna italiana de Volturara Appula, próxima de Foggia. Seu pai, Nicola, era funcionário público do município, enquanto sua mãe, Lillina Roberti, era professora do ensino fundamental.
Após sua família se mudar para San Giovanni Rotondo, Conte iniciou seu ensino secundário no liceu clássico Pietro Giannone, na comuna vizinha de San Marco in Lamis. Após finalizar sua educação básica, ele foi estudar Direito na Universidade de Roma "La Sapienza", onde se formou em 1988 com distinção. Por períodos curtos, Conte estudou no exterior, onde realizou diversas categorias de pós-graduação em estudos jurídicos. Em 1992, ele se mudou para os Estados Unidos para iniciar seus estudos na Yale Law School (New Haven, Connecticut) e na Universidade Duquesne (Pittsburgh, Pensilvânia). Na década de 2000, também realizou estudos na Sorbonne Université (França) no Girton College (Universidade de Cambridge) (Reino Unido) e na Universidade de Nova Iorque (EUA).
Ele iniciou sua carreira acadêmica na década de 1990, quando lecionou na Universidade de Roma III, na Libera Università Maria Santissima Assunta (LUMSA), na Universidade de Malta e na Universidade de Sassari. Antes de se tornar primeiro-ministro, ele foi livre-docente de Direito Privado na Universidade de Florença e na Libera Università Internazionale degli Studi Sociali (LUISS).
Em 18 de setembro de 2013, ele foi eleito pela Câmara dos Deputados como membro do Escritório Administrativo de Justiça, o órgão autônomo de magistrados administrativos.